# Karel Chaloupecký
Karel Chaloupecký (březen 1915 Pastuchovice – 7. února 1952 Věznice Pankrác) byl český obchodní příručí a protikomunistický odbojář odsouzený v politickém procesu komunistickým režimem k trestu smrti a v roce 1952 popraven.

## Životopis
Narodil se v roce 1915 v Pastuchovicích. Po druhé světové válce mu byl na přelomu let 1945 a 1946 přidělen k národní správě obchod s potravinami v Mimoni. Po komunistickém převratu byl v březnu 1948 zatčen a následně sedmnáct měsíců držen ve vazbě. Za „černý obchod“ byl posléze odsouzen k trestu odnětí svobody v délce osmi měsíců, načež byl vzhledem k pobytu ve vazbě v délce dvojnásobku trestu okamžitě propuštěn. Po propuštění však o obchod přišel a asi jeden rok se živil jako kopáč, přičemž začal zvažovat možnost emigrace z Československa na západ. Poté začal pracovat jako horník na Dole Rako, kde se seznámil s Oldřichem Skleničkou, s nímž ve svém bytě nelegálně poslouchal zahraniční rozhlas. V roce 1951 začal Chaloupecký pracovat jako vedoucí prodejny v Rakovníku a seznámil se s Václavem Bejčkem. Chaloupecký byl ženatý se svou partnerkou Helenou.

### Odbojová činnost a vražda

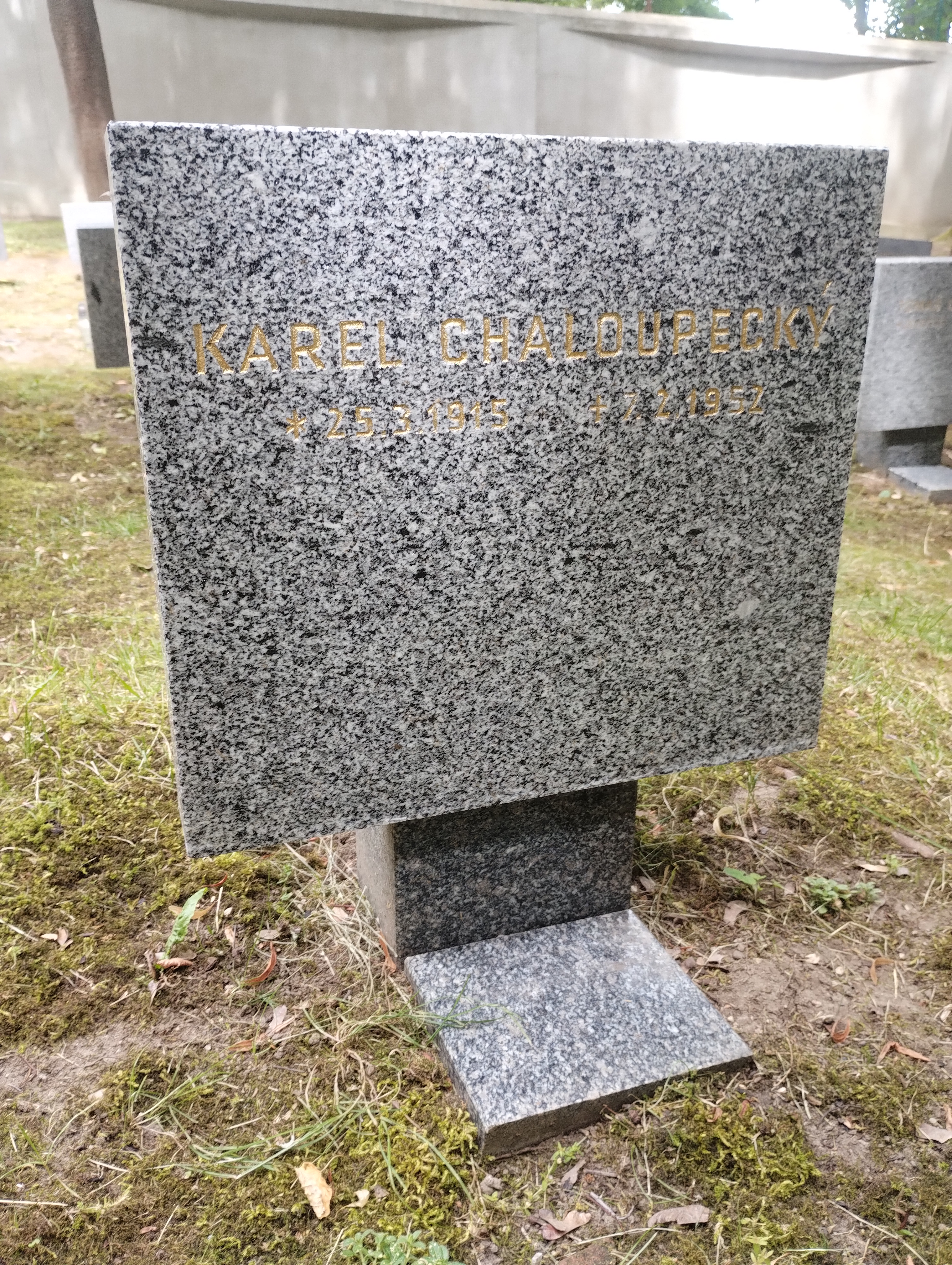
Symbolický náhrobek K. Chaloupeckého na Čestném pohřebišti v Ďáblicích

Vzhledem k tomu, že se jim nepodařilo sehnat prostředky k útěku na západ, se trojice rozhodla bojovat proti režimu ve vlasti jako odbojáři. Skupina, jíž byl Chaloupecký velitelem, šířila protirežimní letáky a připravovala přepadání funkcionářů KSČ a příslušníků SNB v oblasti. Nakonec však došla k tomu, že funkcionáře v případě nutnosti bude i vraždit. Přestože tak neučinili, když se jim naskytla první příležitost, svůj plán na přepadení a případnou vraždu odkládali. Nakonec se k němu odhodlali Sklenička s Bejčkem, kteří v říjnu 1951 zastřelili příslušníka SNB, který jel na kole po cestě směrem ne Křivoklát. Spáchání činu posléze oznámili Chaloupeckému, který jim vyčetl neopatrné jednání, když vraždu spáchali za dne a na rušné cestě. Byli však spatření svědkem a nedlouho poté zatčeni včetně Chaloupeckého, který byl zatčen v brzkých ranních hodinách 16. října 1951. Ještě téhož měsíce na něj bylo podáno trestní oznámení.

### Soudní proces a smrt
Za trestné činy velezrady a návod k vraždě byl ve veřejném politickém procesu zvaném Chaloupecký a spol. v listopadu 1951 odsouzen k trestu smrti. Popraven byl v únoru 1952 spolu s Bejčkem a Skleničkou poté, co neuspěli s odvoláním k Nejvyššímu soudu ani se svou žádostí o milost. V procesu byla navíc k pětadvacetiletému trestu odnětí svobody odsouzena i jeho žena. Pohřben byl do hromadného hrobu na Ďáblickém hřbitově. Po sametové revoluci byl v roce 1991 rehabilitován v případu velezrady, nikoliv však u trestného činu napomáhání k vraždě.